# Partis des minorités ethniques de Roumanie
La législation roumaine s'inspire à la fois du « droit du sol » selon lequel tous les citoyens de la Roumanie sont égaux en droits et devoirs quelles que soient leurs cultures, langues et religions, et du « droit du sang » selon lequel chaque communauté ethnique minoritaire de Roumanie peut être représentée à la Chambre par un député, pourvu qu'elle se présente unie aux élections législatives et obtienne au moins 10 % du coefficient électoral national. Ce système n'existait pas avant la chute de la dictature communiste car le parti communiste roumain était jusqu'alors parti unique ; en revanche, la plus importante des communautés, celle des Hongrois de Roumanie, a disposé de 1952 à 1968 d'une Province autonome magyare. Son importance lui permet depuis 1990 de disposer de trois partis politiques.

## Partis politiques hongrois en Roumanie
- Union démocrate magyare de Roumanie (Uniunea Democrată Maghiară din România/Romániai Magyar Demokrata Szövetség) (UDMR/RMDSZ)
- Parti civique magyar (Partidul Civic Maghiar/Magyar Polgári Párt) (PCM)
- Parti populaire hongrois de Transylvanie (Partidul Popular Maghiar din Transilvania/Erdélyi Magyar Néppárt) (PPMT)

## Autres partis politiques ethniques en Roumanie
- Parti rom « Pro-Europa »
- Forum démocratique des Allemands de Roumanie (FDGR/DFDR)
- Fédération des communautés juives de Roumanie (FCER)
- Union démocratique des Slovaques et des Tchèques de Roumanie (UDSCR)
- Union bulgare du Banat-Roumanie (UBBR)
- Union des Arméniens de Roumanie (UAR)
- Union démocrate des Tatars turco-musulmans de Roumanie (UDTTMR)[3]
- Association des Macédoniens de Roumanie (AMR)
- Union des Serbes de Roumanie (USR)
- Association des Italiens de Roumanie - RO.AS.IT (RO.AS.IT)
- Union démocrate turque de Roumanie (UDTR)
- Union des Ukrainiens de Roumanie (UUR)
- Communauté des Russes lipovènes de Roumanie (CRLR)
- Union croate de Roumanie (UCR)
- Union hellénique de Roumanie (UER)
- Association ligue des Albanais de Roumanie (ALAR)
- Union des Polonais de Roumanie (UPR)
- Union culturelle des Ruthènes de Roumanie (UCRR)

## Députés représentant les minorités ethniques depuis 1990
| Minorité              | 1990-1992             | 1992-1996                   | 1996-2000             | 1996-2000                   | 2000-2004                   | 2000-2004                   | 2004-2008             | 2004-2008             | 2008-2012          | 2008-2012          | 2012-2016             | 2012-2016             | 2016-2020                  |
| --------------------- | --------------------- | --------------------------- | --------------------- | --------------------------- | --------------------------- | --------------------------- | --------------------- | --------------------- | ------------------ | ------------------ | --------------------- | --------------------- | -------------------------- |
| Allemands             | Ingmar Brandsch       | Eberhard-Wolfgang Wittstock | Werner Horst Brück    | Eberhard-Wolfgang Wittstock | Eberhard-Wolfgang Wittstock | Eberhard-Wolfgang Wittstock | Ovidiu Ganț           | Ovidiu Ganț           | Ovidiu Ganț        | Ovidiu Ganț        | Ovidiu Ganț           | Ovidiu Ganț           | Ovidiu Ganț                |
| Arméniens             | Varujan Vosganian     | Varujan Vosganian           | Varujan Pambuccian    | Varujan Pambuccian          | Varujan Pambuccian          | Varujan Pambuccian          | Varujan Pambuccian    | Varujan Pambuccian    | Varujan Pambuccian | Varujan Pambuccian | Varujan Pambuccian    | Varujan Pambuccian    | Varujan Pambuccian         |
| Bulgares              | Carol-Matei Invanciov | Carol-Matei Invanciov       | Florea Simion         | Dumitru Rotaru              | Petru Mirciov               | Petru Mirciov               | Niculae Mircovici     | Niculae Mircovici     | Niculae Mircovici  | Niculae Mircovici  | Niculae Mircovici     | -                     | Mihaela Csokany            |
| Grecs                 | Anton Nicolau         | Anton Nicolau               | Gherasim Gazi         | Gherasim Gazi               | Sotiris Fotopolos           | Sotiris Fotopolos           | Sotiris Fotopolos     | Dragoș Zisopol        | Dragoș Zisopol     | Dragoș Zisopol     | Dragoș Zisopol        | Dragoș Zisopol        | Dragoș Zisopol             |
| Polonais              | Antonie Lințmaier     | Iohan-Peter Babiaș          | Iohan-Peter Babiaș    | Iohan-Peter Babiaș          | Iohan-Peter Babiaș          | Ghervazen Longher           | Ghervazen Longher     | Ghervazen Longher     | Ghervazen Longher  | Ghervazen Longher  | Ghervazen Longher     | Ghervazen Longher     | Victoria Longher           |
| Roms                  | Gheorghe Răducanu     | Gheorghe Răducanu           | Mădălin Voicu         | Mădălin Voicu               | Nicolae Păun                | Nicolae Păun                | Nicolae Păun          | Nicolae Păun          | Nicolae Păun       | Nicolae Păun       | Nicolae Păun          | Nicolae Păun          | Daniel Vasile              |
| Lipovènes             | Andrei Echim          | Petru Suhov                 | Sevastian Fenoghen    | Sevastian Fenoghen          | Miron Ignat                 | Miron Ignat                 | Miron Ignat           | Miron Ignat           | Miron Ignat        | Miron Ignat        | Miron Ignat           | Miron Ignat           | Miron Ignat                |
| Serbes                | Milenco Luchin        | Slavomir Gvozdenovici       | Slavomir Gvozdenovici | Slavomir Gvozdenovici       | Slavomir Gvozdenovici       | Slavomir Gvozdenovici       | Slavomir Gvozdenovici | Slavomir Gvozdenovici | Dușan Popov        | Dușan Popov        | Slavomir Gvozdenovici | Slavomir Gvozdenovici | Slavoliub Adnagi           |
| Tchèques et Slovaques | Matei Heckel          | Emeric Feric                | Iosif Paneș           | Iosif Paneș                 | Ana Florea                  | Ana Florea                  | Adrian Merka          | Adrian Merka          | Adrian Merka       | Adrian Merka       | Adrian Merka          | Adrian Merka          | Ecatarina-Maria Orban      |
| Tatars                | Amet Hogea            | Tasin Gemil                 | Nusfet Șaganai        | Nusfet Șaganai              | Negiat Sali                 | Negiat Sali                 | Aledin Amet           | Aledin Amet           | Aledin Amet        | Aledin Amet        | Amet Varol            | Amet Varol            | -                          |
| Turcs                 | Gemil Tahsin          | Feuzia Rușid                | Fedbi Osman           | Fedbi Osman                 | Metin Cerchez               | Metin Cerchez               | Husein Ibram          | Husein Ibram          | Husein Ibram       | Husein Ibram       | Husein Ibram          | Husein Ibram          | Husein Ibram               |
| Ukrainiens            | Ștefan Tcaciuc        | Ștefan Tcaciuc              | Vichentie Nicolaiciuc | Vichentie Nicolaiciuc       | Ștefan Tcaciuc              | Ștefan Tcaciuc              | Ștefan Tcaciuc        | Ștefan Buciuta        | Ștefan Buciuta     | Ștefan Buciuta     | Ion Marocico          | Ion Marocico          | Nicolae Miroslav Petrețchi |
| Italiens              | -                     | Valentin Iuliano            | Marinela Dumitrescu   | Marinela Dumitrescu         | Ileana Stana-Ionescu        | Ileana Stana-Ionescu        | Mircea Grosaru        | Mircea Grosaru        | Mircea Grosaru     | Mircea Grosaru     | Mircea Grosaru        | Mircea Grosaru        | Andi Grosaru               |
| Albanais              | -                     | -                           | Oana Manolescu        | Oana Manolescu              | Oana Manolescu              | Oana Manolescu              | Oana Manolescu        | Oana Manolescu        | Oana Manolescu     | Oana Manolescu     | Oana Manolescu        | Oana Manolescu        | Bogdan Stoica              |
| Juifs                 | -                     | -                           | Dorin Marian          | Dorin Marian                | Dorin Marian                | Dorin Marian                | Aurel Vainer          | Aurel Vainer          | Aurel Vainer       | Aurel Vainer       | Aurel Vainer          | Aurel Vainer          | Silviu Vexler              |
| Croates               | -                     | -                           | -                     | -                           | Mihai Radan                 | Mihai Radan                 | Mihai Radan           | Mihai Radan           | Mihai Radan        | -                  | Slobodan Ghera        | Slobodan Ghera        | Slobodan Ghera             |
| Macédoniens           | -                     | -                           | -                     | -                           | Vasile Ioan Savu            | Vasile Ioan Savu            | Liana Dumitrescu      | Liana Dumitrescu      | Liana Dumitrescu   | -                  | Ionel Stancu          | Ionel Stancu          | Venera-Mariana Popescu     |
| Ruthènes              | -                     | -                           | -                     | -                           | Gheorghe Firczak            | Gheorghe Firczak            | Gheorghe Firczak      | Gheorghe Firczak      | Gheorghe Firczak   | Gheorghe Firczak   | Gheorghe Firczak      | Gheorghe Firczak      | Iulius Marian Firczak      |

## Anciens partis politiques ethniques

### Allemands
- Parti allemand (PGR), 1919-1938.
- Parti populaire allemand (PPG), 1935-1938, parti national-socialiste.

### Hongrois
- Parti magyar (PM), 1922-1938.
- Union populaire hongroise (MADOSZ), 1934-1954, absorbée par le Parti communiste roumain (PCR).

### Juifs
- Parti juif (PER), 1931-1938.